# Ліпці-Реймонтовські
Ліпце-Реимонтовські (пол. Lipce Reymontowskie) — село в Польщі, у гміні Ліпці-Реймонтовські Скерневицького повіту Лодзинського воєводства.
Населення — 1397 осіб (2011).
У 1975-1998 роках село належало до Скерневицького воєводства.

## Демографія
Демографічна структура станом на 31 березня 2011 року:
|          | Загалом | Допрацездатний вік | Працездатний вік | Постпрацездатний вік |
| -------- | ------- | ------------------ | ---------------- | -------------------- |
| Чоловіки | 663     | 153                | 441              | 69                   |
| Жінки    | 734     | 133                | 431              | 170                  |
| Разом    | 1397    | 286                | 872              | 239                  |